# Caudron CR.714

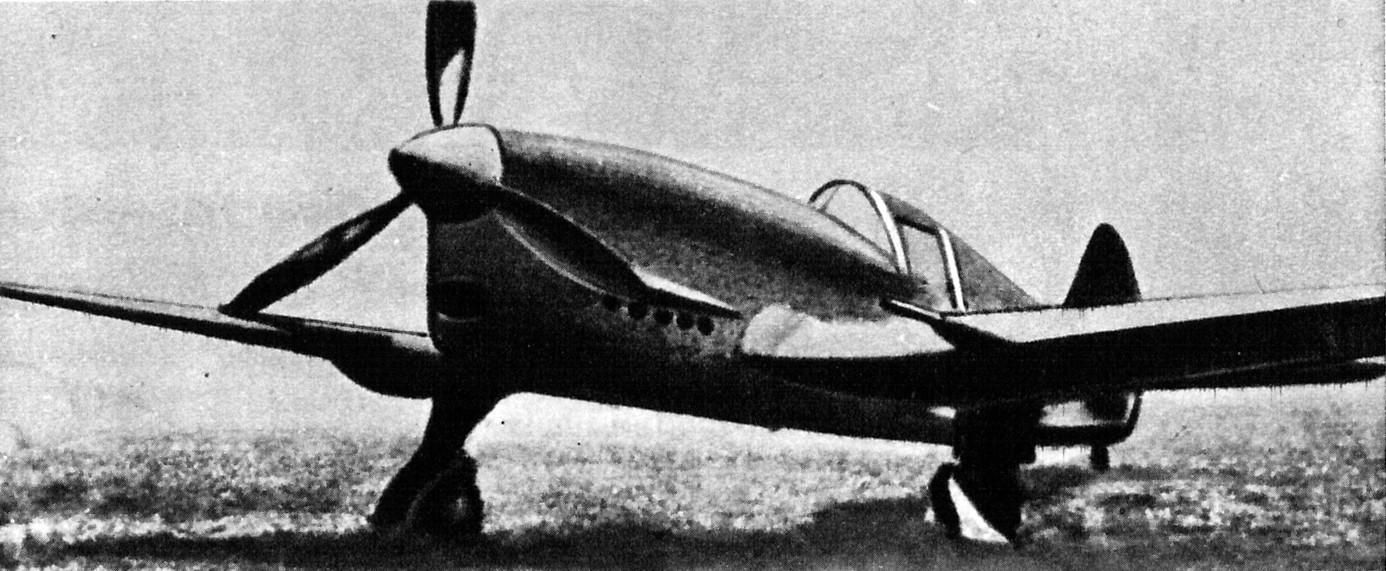
Caudron C.713

Caudron CR.714 tillhörde CR.710-seriens jaktplan som utvecklades av Caudron-Renault för det franska flygvapnet strax före andra världskrigets utbrott. C.714 kom att produceras i mindre mängder och gavs till polska frivilliga piloter efter Polens fall år 1939. Ett litet antal gavs även till Finland.

## Historia
Den ursprungliga specifikationen som ledde till CR.710-serien gavs 1936 för att snabbt öka antalet moderna flygplan i fransk tjänst, genom att man fick ett "lätt jaktplan" i träkonstruktion som snabbt kunde byggas i stort antal utan att förhindra konstruktionen av existerande modeller. Kontraktet resulterade i tre konstruktioner Arsenal VG-30, Bloch MB-700 och CR.710. Man beställde prototyper av alla tre flygplanen.

### CR.710—CR.713
Den ursprungliga CR.710-modellen var en vinkelformad konstruktion som utvecklats ur ett tidigare racingflygplan. En gemensam nämnare för alla Caudrons konstruktioner var den mycket långa nosen som gjorde att sittbrunnen satt långt bak i planet. Profilen var resultatet av användningen av Renault 12R-01 12-cylinder -motorn på 450 hp (336 kW). Denna hade en smal diameter och var ganska enkel att strömlinjeforma, men mycket lång. Landstället var fast och spattat och den vertikala stabilisatorn var en halvcirkel à la första världskrigets flygplan i stället för de mera vanliga triangulära konstruktionen. Bestyckningen utgjordes av en 20 mm Hispano-Suiza HS-9 akan under varje vinge i en liten gondol. Det fanns även möjlighet att installera en tredje som sköt genom propellerbladen.
CR.710-prototypen flög för första gången den 18 juli 1936. Trots dess ringa storlek visade den stor potential och uppnådde 470 km/h i tester. Den vidare utvecklingen ledde till modellerna C.711 och C.712 som hade mera kraftfulla motorer. C.713 introducerade infällbart landställ till flygplanstypen och denna modell flög i december 1937, den fick även den mera konventionella triangulära vertikala stabilisatorn.

### CR.714
Den slutliga evolutionära versionen av 710-serien kom att bli CR.714 Cyclone, en vidareutveckling av CR.713 som gjort sin första flygning i april 1938. De största förändringarna var skevoderprofilen, en stärkt flygkropp och istället för de två automatkanonerna den fyra 7,5 mm MAC 1934 kulsprutor i vinggondolerna. Flygpanet drevs av den nyare 12R-03 -versionen av samma motor som tidigare. Motrn hade en ny förgasare som fungerade i negativa-G -miljöer.
Det franska flygvapnet, Armee de l'Air, beställde 20 CR.714-flygplan den 5 november, 1938, med en option om ytterligare 180 flygplan. Leveranserna inleddes inte förrän i januari 1940. Efter utförliga tester kom man dock fram till att flygplanet var hopplöst föråldrat. Trots att det var litet och snabbt, tillät inte dess träkonstruktion att man införde en bättre motor, vilket allvarligt hämmade dess vertikala hastighet och manövrerbarhet. På grund av detta togs flygplanet ur tjänst påföljande månad i februari 1940. I mars reducerades ordern till 90 flygplan då egenskaperna inte var tillräckliga för att motivera en fortsatt produktion.

## Användning i Finland

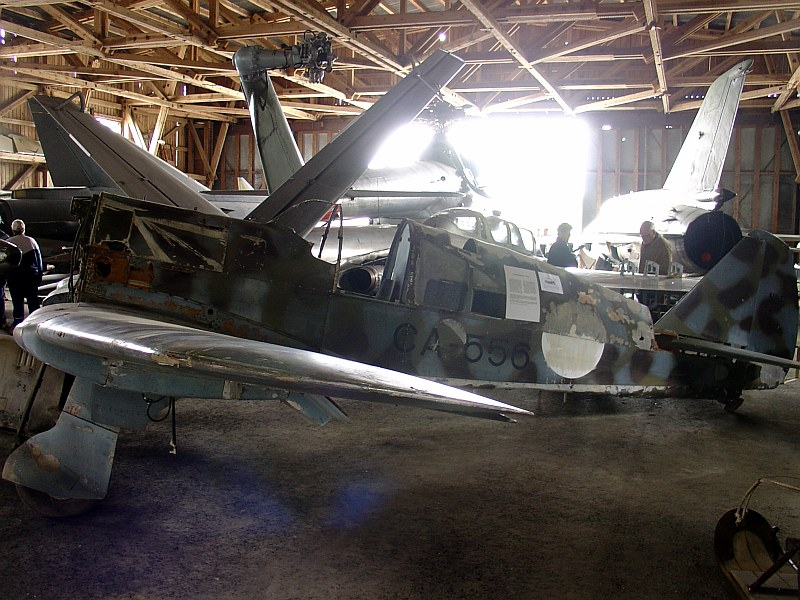
Ett flygplan håller på att restaureras.

Det var tänkt att 80 flygplan skulle levereras till Finland, tillsammans med franska piloter, för att kämpa i vinterkriget. Sex var på väg och ytterligare tio väntade i hamnen när de fortsatta leveranserna avbröts. De sex flygplanen som anlänt monterades ihop och testades. De gavs beteckningarna CA-551 till CA-556. Man fann dock snart att de var alldeles för otillförlitliga och för farliga för att användas i finländska förhållanden och de kom aldrig att delta i strid, bland annat skadades två flygplan under en transportflygning till Björneborg. Dessutom var det svårt att starta och landa från finländska fältflygplatser. De sex CR.714-flygplanen försattes i flygförbud den 10 september 1940 och togs ur tjänst 1941.

### Museiplan i Finland
Ett flygplan (CA-556) håller på att restaureras vid Päijänne Tavastlands flygmuseum nära Lahtis.

## Användning av polackerna i Frankrike
Den 18 maj 1940 gavs 35 av Caudronsflygplanen till den polska Warszawadivisionen - Groupe de Chasse polonaise I/145, som var stationerad vid flygfältet i Mions. Efter 23 sortier kunde de polska piloterna bekräfta flygplanets dåliga rykte. Flygplanet hade en alltför svag motor och var ingen match för jaktplanen vid denna epok. På grund av detta beordrade den franske krigsministern att de skulle tas ur aktiv tjänst den 25 maj, enbart en vecka efter att de tagits i tjänst. Men på grund av att den franske ministern inte hade några andra flygplan att erbjuda, ignorerade de polska piloterna ordern och fortsatte att använda flygplanet. Trots att CR.714 var hopplöst föråldrat i jämförelse med det tyska jaktplanet Messerschmitt Me 109E som den stod mot kom de polska piloterna att vinna 12 bekräftade och 3 obekräftade luftsegrar mellan den 8 juni och den 11 juni, mot nio egna förluster i strid och 9 flygplan på marken. Bland de nedskjutna planen fanns fyra Dornier Do 17-bombplan men även tre Messerschmitt Bf 109- och fem Messerschmitt Bf 110-jaktplan.
Flygplanen användes även av den polska träningsdivisionen i Bron nära Lyon. Trots att piloterna lyckades splittra flera bombplansgrupper kom man inte att vinna några luftsegrar och man led inte heller några förluster. I slutet av juni, när Frankrike föll, hade enbart 53 flygplan levererats (detta antal varierar dock och 98 är ett annat antal som brukar anges). 
Övriga planerade versioner var skolflygplanet CR.720 med antingen en 100 eller 220 hk motor (75 eller 164 kW), jaktplanet CR.760 med en 750 hk Isotta-Faschinimotor och jaktplanet CR.770 med en 800 hk (597 kW) Renault V-motor.

## Användare
- Finland
- Frankrike
- Polen